# 阿基莱·奥利瓦里
阿基莱·奥利瓦里（義大利語：Achille Olivari，？—？），意大利前男子水球运动员。他曾代表意大利国家队参加1920年夏季奥林匹克运动会水球比赛，获得第十一名。